# Liste der Vizegouverneure von Kansas

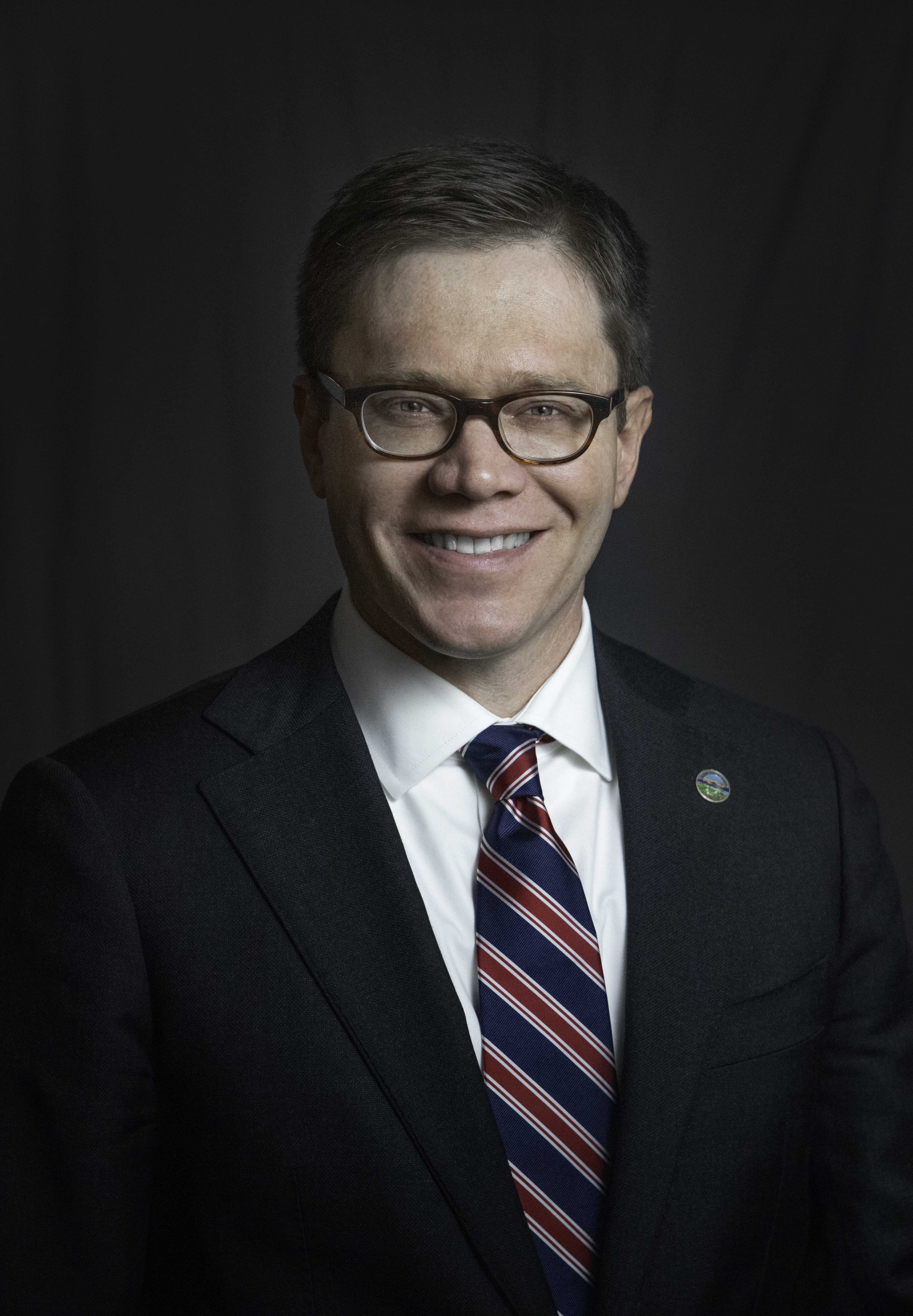
David Toland, derzeitiger Vizegouverneur von Kansas

Das Amt des Vizegouverneurs von Kansas (Lieutenant Governor of Kansas) wurde im Zuge der Umwandlung des Territoriums zu einem Bundesstaat der Vereinigten Staaten geschaffen. Joseph Pomeroy Root, ein Republikaner, war der erste Vizegouverneur des neuen Staates und trat sein Amt am 12. Februar 1861 an. Der Vizegouverneur wird als Running Mate des Gouverneurs zusammen mit diesem gewählt.
Das Vizegouverneursamt war, wie in anderen Bundesstaaten der USA ebenfalls, über die Zeit mehrfach unbesetzt, entweder da der Amtsinhaber selbst vorzeitig aus dem Amt schied oder die Nachfolge eines frühzeitig ausgeschiedenen Gouverneurs übernehmen musste. Da Besetzung des Amtes von der Verfassung des Bundesstaates nur durch eine Volkswahl vorgesehen ist, konnte also das Amt des Vizegouverneurs nicht nachträglich neu besetzt werden. Vorgezogene Neuwahlen, wie beispielsweise in Ländern und Gliedstaaten mit dem parlamentarischen Regierungssystem, sind in den Vereinigten Staaten sowohl auf Bundesebene als auch auf den allermeisten Bundesstaatsebenen ausgeschlossen.
| Name                         | Amtszeit  | Partei       |
| ---------------------------- | --------- | ------------ |
| Joseph Pomeroy Root          | 1861–1863 | Republikaner |
| Thomas Andrew Osborn         | 1863–1865 | Republikaner |
| James McGrew                 | 1865–1867 | Republikaner |
| Nehemiah Green               | 1867–1868 | Republikaner |
| vakant                       |           |              |
| Charles Vernon Eskridge      | 1869–1871 | Republikaner |
| Peter Percival Elder         | 1871–1873 | Republikaner |
| Elias Sleeper Stover         | 1873–1875 | Republikaner |
| Melville Judson Salter       | 1875–1877 | Republikaner |
| vakant                       |           |              |
| Lyman Underwood Humphrey     | 1877–1881 | Republikaner |
| David Wesley Finney          | 1881–1885 | Republikaner |
| Alexander Pancoast Riddle    | 1885–1889 | Republikaner |
| Andrew Jackson Felt          | 1889–1893 | Republikaner |
| Percy Daniels                | 1893–1895 | Populist     |
| James Armstrong Troutman     | 1895–1897 | Republikaner |
| Alexander Miller Harvey      | 1897–1899 | Populist     |
| Harry E. Richter             | 1899–1903 | Republikaner |
| David John Hanna             | 1903–1907 | Republikaner |
| William James Fitzgerald     | 1907–1911 | Republikaner |
| Richard Joseph Hopkins       | 1911–1913 | Republikaner |
| Sheffield Ingalls            | 1913–1915 | Republikaner |
| William Yoast Morgan         | 1915–1919 | Republikaner |
| Charles Solomon Huffman      | 1919–1923 | Republikaner |
| Benjamin Sanford Paulen      | 1923–1925 | Republikaner |
| De Lanson Alson Newton Chase | 1925–1929 | Republikaner |
| Jacob W. Graybill            | 1929–1933 | Republikaner |
| Charles W. Thompson          | 1933–1937 | Republikaner |
| William M. Lindsay           | 1937–1939 | Demokrat     |
| Carl E. Friend               | 1939–1943 | Republikaner |
| Jess C. Denious              | 1943–1947 | Republikaner |
| Frank Leslie Hagaman         | 1947–1950 | Republikaner |
| Frederick Lee Hall           | 1950–1955 | Republikaner |
| John Berridge McCuish        | 1955–1957 | Republikaner |
| Joseph W. Henkle             | 1957–1961 | Demokrat     |
| Harold H. Chase              | 1961–1965 | Republikaner |
| John Crutcher                | 1965–1969 | Republikaner |
| James H. DeCoursey           | 1969–1971 | Demokrat     |
| Reynolds Shultz              | 1971–1973 | Republikaner |
| Dave Owen                    | 1973–1975 | Republikaner |
| Shelby Smith                 | 1975–1979 | Republikaner |
| Paul V. Dugan                | 1979–1983 | Demokrat     |
| Thomas R. Docking            | 1983–1987 | Demokrat     |
| Jack D. Walker               | 1987–1991 | Republikaner |
| James Francisco              | 1991–1995 | Demokrat     |
| Sheila Sloan Frahm           | 1995–1996 | Republikaner |
| vakant                       |           |              |
| Gary Sherrer                 | 1996–2003 | Republikaner |
| John E. Moore                | 2003–2007 | Demokrat     |
| Mark Vincent Parkinson       | 2007–2009 | Demokrat     |
| Troy Findley                 | 2009–2011 | Demokrat     |
| Jeffrey Colyer               | 2011–2018 | Republikaner |
| Tracey Robert Mann           | 2018–2019 | Republikaner |
| Lynn Wayne Rogers            | 2019–2021 | Demokrat     |
| David C. Toland              | 2021–     | Demokrat     |